# Coussapoa nitida
Coussapoa nitida är en nässelväxtart som beskrevs av Friedrich Anton Wilhelm Miquel. Coussapoa nitida ingår i släktet Coussapoa och familjen nässelväxter. Inga underarter finns listade i Catalogue of Life.